# VTAM
VTAM (англ. Virtual Telecommunications Access Method) — віртуальний телекомунікаційний метод доступу. Протокол, що забезпечує керування обміном даними та службовими потоками в мережі SNA.
VTAM забезпечує інтерфейс прикладного програмування (API) для комунікаційних програм, і контролює обладнання зв'язку, таких як адаптери та контролери. У сучасній термінології, VTAM надає стек зв'язку та драйвери пристроїв.

## Історія створення
Про доступність VTAM було оголошено у 1974 році, пізніше, ніж початково планувалося. VTAM став головним компонентом Systems Network Architecture (SNA), разом із контролером мережі IBM 3705, програмою IBM Network Control Program (NCP) і протоколом SDLC.